# Присутственные места (Нижний Новгород)
Присутственные места — памятник истории федерального значения в Нижнем Новгороде. Здание построено в 1782—1785 годах по проекту губернского архитектора Я. А. Ананьина в стиле русского классицизма. В 1827—1828 годах перестроено по проекту академика архитектуры И. Е. Ефимова и инженера Р. Р. Баурса.               
Здание, выстроенное в период перепланировки города по первому регулярному плану, входит в архитектурный ансамбль Нижегородского кремля. Являясь важнейшей постройкой ансамбля, отмечает один из крупных этапов формирования регулярной планировочной структуры кремля периода классицизма.    
Первоначально здесь располагались присутственные места, с 1820-х годов — казармы 4-го карабинерного полка, в 1866—1882 годах — Нижегородская военная гимназия, с 1882 года — Аракчеевский кадетский корпус. 
В советское время здание занимали военные школы, административные учреждения исполнительного комитета Горьковской области. С 1971 года северное крыло здания занимает концертный зал Нижегородской государственной филармонии. В современный период в здании также расположилось Законодательное собрание Нижегородской области.
Мемориальная ценность бывших присутственных мест связана с жизнью лётчика-испытателя П. Н. Нестерова, который родился в казённой квартире, располагавшейся в доме. По этой причине, в реестре объектов культурного наследия здание именуется, как «Дом, в котором в 1887 г. родился лётчик Нестеров Пётр Николаевич».                

## История
В период перепланировки Нижнего Новгорода на основе первого регулярного плана в последней трети XVIII века, в западной части Нижегородского кремля велось возведение нового ансамбля административной плац-парадной площади. В частности, первый нижегородский губернский (на тот момент — наместнический) архитектор Я. А. Ананьин разработал план на постройку здания присутственных мест. Закладка стен состоялась в начале 1782 года, а в 1785 году строительство было кончено. В 1771 году началась подготовка к строительству. Каменные работы в квартале присутственных мест выполнили артели, которыми руководили Василий Иванов сын Кашин и Иван Васильев сын Антропов. Оба были крепостными крестьянами села Вершилова Балахнинского уезда. На строительство ушло 2 млн кирпича, который поставили купцы Вологдин, Трескины и балахнинский мещанин Яков Кожохин. Другие необходимые материалы поставили нижегородские купцы Иван Пузанов и Степан Олисов. На кровлю потребовалось 2400 пудов листового железа, поставленного с Выксунского завода дворян братьев Баташевых.
18 октября 1784 года стоявшие рядом старые деревянные здания присутственных мест Нижегородского наместничества охватил пожар, случившийся из-за неосторожности сторожа, ходившего со свечой «по своей надобности» через помещения Палаты уголовного суда. Были полностью уничтожены комнаты наместнического правления, совестного суда, Казённой палаты, палат уголовного и гражданского судов. О происшествии было доложено в столицу генерал-прокурору князю Вяземскому. Вскоре Екатерина II дала Указ исправлявшему должность нижегородского наместника И. Ф. фон Ребиндеру:
По случаю пожара в Нижнем Новгороде присутственные места Мы находим нужду поспешить каменным строением во отвращение подобных произшествий а как на публичные здания в этом наместничестве уже пять лет отпускается положенная сумма то считаю что на оную немало уже построено; желаем между тем получить отпись уведомление какие именно наозначенные денги произведены строения и сколько ещё потребно для окончания самых нужных зданий дабы Мы могли в том подать всевозможное пособие.Екатерина II
К концу 1784 года в нижнем этаже строящегося каменного корпуса были устроены три кладовые для хранения денежной казны, столько же — для губернского и уездного казначейства. 21 ноября 1875 года по случаю завершения строительных работ епископ Нижегородский и Алатырский Дамаскин отслужил молебен и освятил здание. После этого три с половиной сотни чиновников разошлись по новым помещениям канцелярий и присутствий. В северном (ближнем к Волге) крыле корпуса разместились Нижегородская казённая палата и уездное казначейство. Строительство обошлось казне более чем в 17 тысяч рублей, очень крупную по тем временам сумму.
Первоначально здание было двухэтажное, Г-образное, в середине протяжённого главного фасада, выходящего на площадь, был устроен сквозной проезд во двор. Центральная часть фасада отмечена высоким ступенчатым аттиком и двумя шестиколонными портиками сложного ордера по сторонам арки проезда. В аттике были помещены часы, обрамлённые белокаменными гирляндами. Крылья здания украшали четырёхпилястровые портики. Вдоль откоса Часовой горы к корпусу было пристроено двухэтажное крыло, центральная часть которого была отмечена шестиколонным портиком с аттиком, а углы — четырёхпилястровыми портиками. Архитектор использовал в оформлении сложный ордер, считавшийся «украшением дворцов» (тем самым подчёркивался дворцовый, а не казённый характер постройки). Со стороны двора была устроена двухэтажная крытая галерея, из которой можно было попасть в любой отдел канцелярии.
Здание использовалось по назначению до 1809 года, когда в нём произошёл пожар. Присутственные места стояли заброшенными и были восстановлены в 1827—1828 годах, когда были реконструированы под казармы 4-го карабинерного полка по проекту архитектора И. Е. Ефимова и инженера Р. Р. Баурса. Два высоких этажа здания были разделены на три яруса, фасады упрощены (колонны лишились прежних коринфских капителей). Изменена внутренняя планировка. В 1835—1840 годах к зданию было пристроено второе (южное) крыло, а со стороны двора выстроены служебные корпуса с двумя проездами вдоль торцов.
В 1866—1882 годах в здании располагалась Нижегородская военная гимназия (преобразованная в Новгородского графа Аракчеева кадетский корпус; с 1882 года — вновь преобразована в Нижегородского графа Аракчеева кадетский корпус). В здании, в семье воспитателя Аракчеевского кадетского корпуса Н. Ф. Нестерова, занимавшей казённую корпусную квартиру, 15 (27) февраля 1887 года родился П. Н. Нестеров — знаменитый лётчик-испытатель.  
После революции, в 1918 году высшее учебное заведение было преобразовано во 2-ю школу-коммуну Наркомпроса и переведена в другое здание. В 1924 году в сооружении размещались созданные по указанию В. И. Ленина Нижегородские курсы командного состава РККА — одно из первых военных учебных заведений СССР. Позже курсы были преобразованы в пехотную школу. На её базе в 1932 году была создана одна из первых советских бронетанковых школ.
В начале 1960-х годов была проведена реконструкция здания. Большую часть заняли структуры исполнительного комитета Горьковской области. Северное крыло с 1971 года было отдано под размещение Горьковской (Нижегородской) государственной филармонии с концертным залом.